# Gorodiec (rejon diemidowski)
Gorodiec (ros. Городец) – wieś (ros. деревня, trb. dieriewnia) w zachodniej Rosji, w osiedlu wiejskim Zaborjewskoje rejonu diemidowskiego w obwodzie smoleńskim.

## Geografia
Miejscowość położona jest nad Gorodieczenką, 0,8 km od drogi regionalnej 66N-0508 (Zaborje – 66N-0506/Anosinki), 4,5 km od centrum administracyjnego osiedla wiejskiego (Zaborje), 20 km od centrum administracyjnego rejonu (Diemidow), 79,5 km od stolicy obwodu (Smoleńsk), 40 km od granicy z Białorusią.
W granicach miejscowości znajduje się ulica Centralnaja (6 posesji).

## Demografia
W 2010 r. miejscowość zamieszkiwało 11 osób.

## Historia
W czasie II wojny światowej od lipca 1941 roku dieriewnia była okupowana przez hitlerowców. Wyzwolenie nastąpiło we wrześniu 1943 roku.